# Halo (Amorphisov album)
Halo je četrnaesti studijski album finskog metal-sastava Amorphis. Diskografska kuća Atomic Fire Records objavila ga je 11. veljače 2022.

## O albumu
Halo je posljednji dio trilogije albuma koja je počela 2015. objavom uratka Under the Red Cloud.
U veljači 2021. objavljena je vijest da je Amorphis počeo snimati četrnaesti studijski album u Sonic Pump Studiosu u Helsinkiju. Sastav je 4. studenoga te godine objavio da je naslov novog albuma Halo i da će biti objavljen 11. veljače 2022. Za taj je uradak napisano ukupno 30 pjesama, a na njemu se naposljetku pojavilo njih 13. Produkciju potpisuje Jens Bogren, koji je prethodno surađivao sa skupinama kao što su Opeth, Arch Enemy, At the Gates i Katatonia.
Stihove pjesama napisao je dugogodišnji suradnik skupine Pekka Kainulainen; izjavio je da se u njima opisuje „drevno doba, kad su ljudi nakon ledenog doba došli do granica napuštenih borealnih [područja]. Dok opisujem preporod iskonskih kultura u svijetu novih mogućnosti, pokušavam i doseći vječite sile ljudskoga uma.”

## Popis pjesama
Tekstovi: Pekka Kainulainen. 
| 1.    | »Northwards«                | Esa Holopainen  | 5:30 |
| 2.    | »On the Dark Waters«        | Holopainen      | 4:47 |
| 3.    | »The Moon«                  | Santeri Kallio  | 5:57 |
| 4.    | »Windmane«                  | Holopainen      | 4:49 |
| 5.    | »A New Land«                | Holopainen      | 4:36 |
| 6.    | »When the Gods Came«        | Kallio          | 4:56 |
| 7.    | »Seven Roads Come Together« | Kallio          | 5:38 |
| 8.    | »War«                       | Holopainen      | 5:24 |
| 9.    | »Halo«                      | Kallio          | 4:40 |
| 10.   | »The Wolf«                  | Holopainen      | 4:46 |
| 11.   | »My Name Is Night«          | Tomi Koivusaari | 4:43 |
| 55:46 |                             |                 |      |

| Dodatna pjesma na japanskoj inačici albuma | Dodatna pjesma na japanskoj inačici albuma | Dodatna pjesma na japanskoj inačici albuma | Dodatna pjesma na japanskoj inačici albuma | Dodatna pjesma na japanskoj inačici albuma | Dodatna pjesma na japanskoj inačici albuma | Dodatna pjesma na japanskoj inačici albuma | Dodatna pjesma na japanskoj inačici albuma | Dodatna pjesma na japanskoj inačici albuma | Dodatna pjesma na japanskoj inačici albuma |
| Br.                                        | Skladba                                    | Skladatelj                                 | Trajanje                                   |                                            |                                            |                                            |                                            |                                            |                                            |
| ------------------------------------------ | ------------------------------------------ | ------------------------------------------ | ------------------------------------------ | ------------------------------------------ | ------------------------------------------ | ------------------------------------------ | ------------------------------------------ | ------------------------------------------ | ------------------------------------------ |
| 12.                                        | »The River Song«                           | Olli-Pekka Laine                           | 4:29                                       |                                            |                                            |                                            |                                            |                                            |                                            |
| 60:15                                      |                                            |                                            |                                            |                                            |                                            |                                            |                                            |                                            |                                            |

| Dodatna pjesma na turnejskoj inačici albuma | Dodatna pjesma na turnejskoj inačici albuma | Dodatna pjesma na turnejskoj inačici albuma | Dodatna pjesma na turnejskoj inačici albuma | Dodatna pjesma na turnejskoj inačici albuma | Dodatna pjesma na turnejskoj inačici albuma | Dodatna pjesma na turnejskoj inačici albuma | Dodatna pjesma na turnejskoj inačici albuma | Dodatna pjesma na turnejskoj inačici albuma | Dodatna pjesma na turnejskoj inačici albuma |
| Br.                                         | Skladba                                     | Skladatelj                                  | Trajanje                                    |                                             |                                             |                                             |                                             |                                             |                                             |
| ------------------------------------------- | ------------------------------------------- | ------------------------------------------- | ------------------------------------------- | ------------------------------------------- | ------------------------------------------- | ------------------------------------------- | ------------------------------------------- | ------------------------------------------- | ------------------------------------------- |
| 12.                                         | »The Well«                                  | Olli-Pekka Laine                            | 4:50                                        |                                             |                                             |                                             |                                             |                                             |                                             |
| 60:36                                       |                                             |                                             |                                             |                                             |                                             |                                             |                                             |                                             |                                             |

## Recenzije
| Recenzije       | Recenzije |
| Izvor           | Ocjena    |
| --------------- | --------- |
| Blabbermouth    | 9/10      |
| Brave Words     | 6,5/10    |
| Metal Hammer    | [ 10 ]    |
| Metal Injection | 8,5/10    |
| Perun.hr        | 8/10      |
| Sputnikmusic    | 3,7/5     |

Halo je dobio uglavnom pozitivne kritike. Dom Lawson dao mu je devet bodova od deset u recenziji za Blabbermouth izjavivši: „Previše inventivan da bi ga vezale formule, a duboko ukorijenjen u estetiku koja mu dobro služi već desetljećima, AMORPHIS vlada cijelim [albumom]; biranje najboljih pjesama igra je koju je najbolje prepustiti izdavačima i algoritmima.” Dodao je i da bi pjesme mogle potaknuti slušatelje „da zaplješću. Ili zaplaču.” U recenziji za Metal Injection Jordan Blum dao mu je 8,5 boda od njih 10 istaknuvši da je od svih albuma trilogije „najmanje pustolovan i najsporije usrećuje [slušatelja], ali to ne znači da nije uspješan; upravo suprotno, prepun je upečatljivih vokala (i grlenih i onih koji to nisu), intrigantnih stihova i vještog sviranja, tako da ispunjuje gotovo sva očekivanja Amorphisovih obožavatelja.”
Edi Grubor dao mu je osam bodova od njih deset u recenziji za Perun.hr izjavivši da je Halo „podosta progresivniji i 'širi' od svojih prethodnika” i da je Amorphis „ponovno napravio izniman album”. U recenziji za časopis Metal Hammer Adam Brennan dao mu je četiri zvjezdice od njih pet napisavši: „Iako je 14. album nesumnjivo progresivan, [sastav se] više usredotočuje na prepoznatljive strukture i besramno privlačne pamtljive dionice te je time stvorio niz himni koje će se uvelike svidjeti najvjernijim obožavateljima tih Finaca. Ustvari, intrigantan spoj općenitih tropa melodičnog deatha, tradicionalnih skandinavskih glazbala i prog rocka nikad nije zvučao tako samopouzdano kao na Halou.”
Davši albumu 3,7 bodova od njih 5 u recenziji za Sputnikmusic, Fernando Alves izjavio je da je „[n]a ovom dijelu svojega puta Amorphis pouzdan, dobro nauljen finski stroj koji, usprkos manjim manama, uvijek stvara kvalitetne proizvode zbog kojih ostaje na vrhu hranidbenog lanca.” Nick Balazs dao mu je 6,5 boda od njih 10 u recenziji za Brave Words zaključivši: „Amorphis je i dalje jedan od najkreativnijih i najzanimljivijih izvođača [u sceni] melodičnog metala, no premda je ugodno slušati Halo, ne mogu se oteti dojmu da je mogao biti mnogo kvalitetniji.”

## Zasluge
| Amorphis - Esa Holopainen – gitara - Tomi Koivusaari – gitara - Santeri Kallio – klavijatura; snimanje (orgulja i klavijatura) - Olli-Pekka Laine – bas-gitara - Jan Rechberger – bubnjevi, udaraljke; snimanje (udaraljki) - Tomi Joutsen – vokal Dodatni glazbenici - Petronella Nettermalm – vokal (na pjesmi „My Name Is Night”) - Noa Gruman – vokal - Francesco Ferrini – dodatna klavijatura, orkestracija - Jesse Zuretti – dodatna klavijatura, orkestracija - Erik Mjörnell – dodatna gitara (na pjesmi „My Name Is Night”) - Oskari Auramo – udaraljke | Ostalo osoblje - Jens Bogren – produkcija, miksanje, snimanje; vokalni aranžmani, snimanje vokala - Nino Laurenne – snimanje - Jonas Olsson – snimanje; vokalni aranžmani, snimanje vokala - Miiro Varjus – snimanje (klavira i Hammondovih orgulja); dodatno snimanje, tehničar za bubnjeve - Tony Lindgren – mastering - Linus Corneliusson – uređivanje zvuka, pomoć pri miksanju - Ricardo Borges – uređivanje zvuka, pomoć pri miksanju - Joost van den Broek – aranžman zborskih vokala - Pekka Kainulainen – stihovi - Sam Jamsen – fotografija - Valnoir – ilustracije, dizajn |

## Ljestvice
| Ljestvica (2022.)   | Najviša pozicija |
| ------------------- | ---------------- |
| Austrija            | 7.               |
| Belgija (Flandrija) | 38.              |
| Belgija (Valonija)  | 53.              |
| Finska              | 1.               |
| Francuska           | 159.             |
| Nizozemska          | 26.              |
| Njemačka            | 3.               |
| Portugal            | 41.              |
| Španjolska          | 41.              |
| Švedska             | 42.              |
| Švicarska           | 4.               |